# Tony Lip
Pour les articles homonymes, voir Lip (homonymie).
Tony Lip, de son vrai nom Frank Anthony Vallelonga, né le 30 juillet 1930 à Beaver Falls en Pennsylvanie et mort le 4 janvier 2013 à Teaneck dans le New Jersey, est un acteur américain.
Il est principalement connu pour son rôle de Carmine Lupertazzi dans la série de HBO Les Soprano.

## Biographie
Il grandit dans le Bronx, à proximité de la maison d'enfance de John Gotti. En 1938, seulement âgé de 8 ans, il gagne le surnom de « Lip » (lèvre, bouche, culot) car, très persuasif, il pouvait convaincre les gens de faire n'importe quoi. Lip est incorporé dans l'armée américaine en Allemagne de 1951 à 1953. En 1961, il commence à travailler comme maître d'hôtel au club New-Yorkais le Copacabana et rencontre des gens célèbres comme Frank Sinatra et Dean Martin. Lip vit à Paramus dans le New-Jersey avec sa femme Dolores jusqu'à ce qu'elle meure en 1999.
En 1962, il est engagé comme chauffeur et garde du corps du pianiste virtuose noir Don Shirley lors de sa tournée dans le Sud des États-Unis ségrégationniste. Cette rencontre et ce voyage changent sa vie et celle de sa famille via son regard sur les autres par rapport au racisme en Amérique en cette période. Un film sur leur périple est sorti en 2018 : Green Book : Sur les routes du Sud, dont le titre fait référence au guide des automobilistes noirs, The Negro Motorist Green Book, qui leur indiquaient les endroits où les gens de couleur étaient acceptés, pour dormir, pour manger, se déplacer. C’est d’ailleurs son fils aîné Nick, élevé différemment après cette histoire, qui est scénariste et producteur du film.
Il fait la rencontre de Francis Ford Coppola et Louis DiGiamo au nightclub The Copacabana à New-York. Coppola l'engage pour un tout petit rôle dans Le Parrain, un invité au mariage. En 2005, il coécrit son autobiographie intitulée Shut Up and Eat.
Il joue le rôle d'un mafieux de la famille Bonanno ayant réellement existé, Philip Giaconne dans Donnie Brasco et un autre de la famille Lucchese, Francesco Manzo dans Les Affranchis.

## Filmographie partielle
- 1972 : Le Parrain (The Godfather) de Francis Ford Coppola : un invité au mariage
- 1982 : Raging Bull : un nightcluber
- 1984 : Le Pape de Greenwich Village : Frankie
- 1985 : L'Année du dragon : Lenny Carranza
- 1987 : Heart (en) : Max
- 1990 : Les Affranchis : Frankie the wop
- 1997 : Donnie Brasco : Philly Lucky
- 2001 - 2007 : Les Soprano : Carmine Lupertazzi

## Film sur Tony Lip
- Green Book : Sur les routes du Sud, film de Peter Farrelly qui obtient l'Oscar du meilleur film en 2019, décrit quelques semaines de la vie de Tony Lip comme chauffeur et garde du corps du pianiste Don Shirley en 1962.